# Lethrinops micrentodon
Lethrinops micrentodon е вид лъчеперка от семейство Цихлиди (Cichlidae). Видът е застрашен от изчезване.

## Разпространение
Разпространен е в Малави.